# Granollers Centre

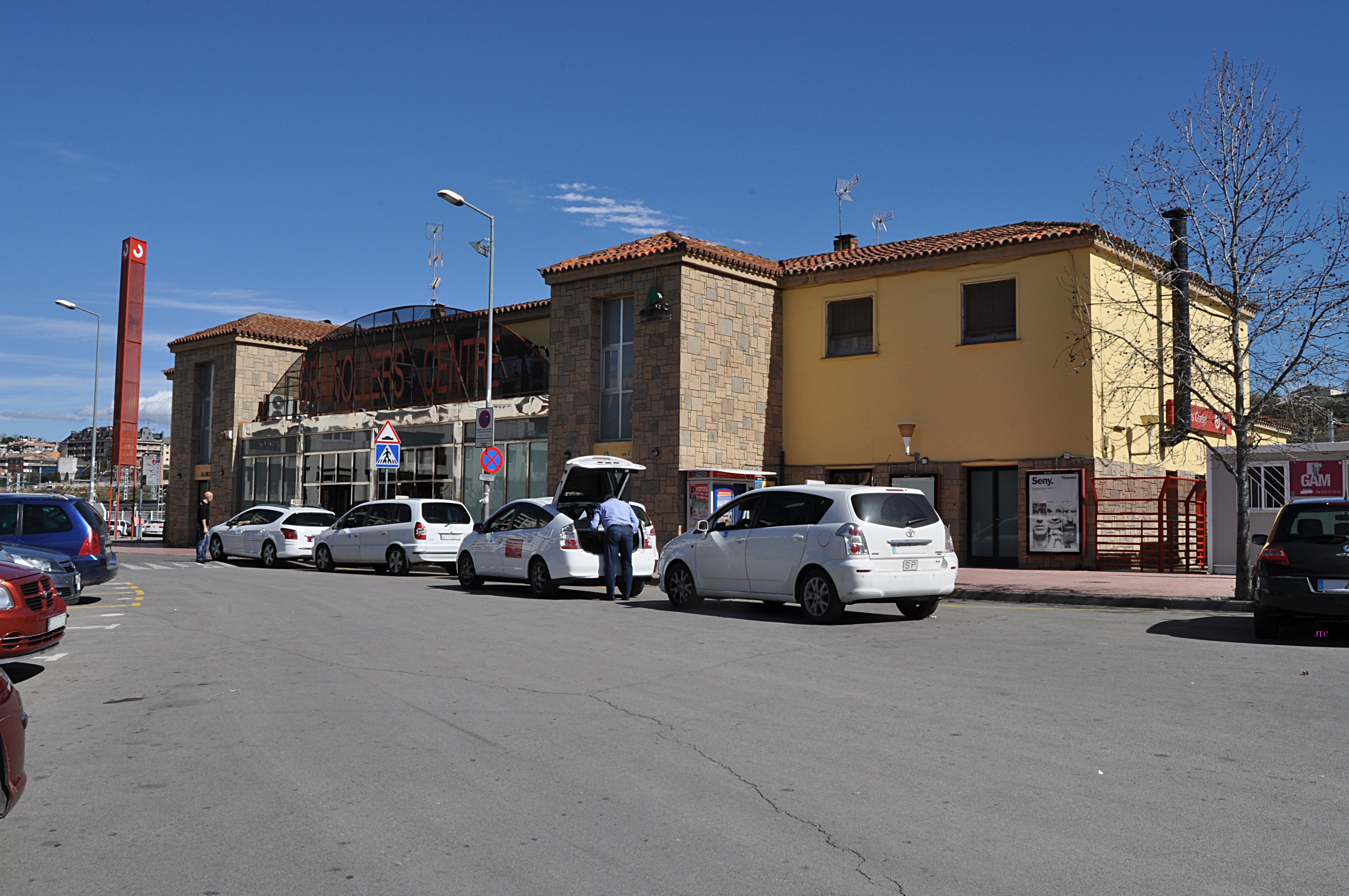
Granollers Centre

Granollers Centre (hiszp: Estación de Granollers Centre) – stacja kolejowa w Granollers, w prowincji Barcelona, we wspólnocie autonomicznej Katalonia, w Hiszpanii. Znajduje się na linii 2 Rodalies de Catalunya oraz jest przystanekim dla pociągu Estrella Costa Brava.
Stacja położona jest na linii Barcelona-Portbou i jest głównym dworcem w tym mieście. Wraz z dworcem autobusowym stanowi ważny intermodalny węzeł transportowy.